# Phyllocnistis unipunctella
Phyllocnistis unipunctella, auch als Pappelschneckenmotte bezeichnet, ist eine Miniermotte aus der Unterfamilie der Saftschlürfermotten (Phyllocnistinae). Das lateinische Art-Epitheton unipunctella bedeutet „einpunktig“ und bezieht sich offenbar auf den schwarzen apikalen Fleck auf dem Vorderflügel.

## Merkmale
Die sehr kleinen überwiegend weiß gefärbten etwa 3,5 mm langen Schmetterlinge besitzen eine Flügelspannweite von 7–8 mm. Nahe der Spitze der Vorderflügel befindet sich ein markanter schwarzer punktförmiger Fleck, von welchem zwei dunkle Striemen zum Außenrand der Flügel führen. Am Vorderrand (Costa) der Vorderflügel befinden sich vier oder fünf dunkle Striemen, am Innenrand (Dorsum) drei. Die zweite Strieme vom Vorderrand und die erste Strieme vom Innenrand bilden gewöhnlich ein Band. Die Fläche zwischen der ersten und zweiten dorsalen Strieme ist leicht verdunkelt. Die Vorderflügel weisen zentral eine verdunkelte Fläche auf, häufig noch eine weitere an der Flügelbasis. Die Hinterflügel weisen eine dunkle zentrale Längslinie auf.

## Ähnliche Arten
Es gibt mehrere sehr ähnliche Schmetterlinge, darunter Phyllocnistis saligna und Phyllocnistis xenia. Mit Phyllocnistis extrematrix dringt seit den 2000er Jahren eine weitere sehr ähnliche Art von Osten her nach Mitteleuropa vor und hat mittlerweile Deutschland erreicht. P. unipunctella und P. extrematrix nutzen u. a. die Schwarz-Pappel als Wirtspflanze. Die Raupen von P. extrematrix minieren jedoch anfangs in den Zweigen von Jungpflanzen und dringen erst im letzten Stadium über den Blattstiel (Petiole) in ein Blatt, wo sie sich ähnlich wie P. unipunctella in einem umgeschlagenen Blattrand verpuppen.

## Verbreitung
Die Art ist in Europa weit verbreitet. Ihr Vorkommen reicht von Fennoskandinavien und den Britischen Inseln im Norden bis in den Mittelmeerraum und in den Nahen Osten.

## Lebensweise
Die Raupen von Phyllocnistis unipunctella minieren in den Blättern verschiedener Pappel-Arten, insbesondere die Balsam-Pappel (Populus balsamifera), die Pyramidenpappel (Populus nigra ‘Italica‘) und die Westliche Balsam-Pappel (Populus trichocarpa). Als weitere Wirtspflanzen werden genannt: die Bastard-Schwarz-Pappel (Populus ×canadensis), die Kanadische Schwarz-Pappel (Populus deltoides), die Euphrat-Pappel (Populus euphratica), Populus × jackii, die Birken-Pappel (Populus simonii) und Populus suaveolens. Die Schmetterlingsart bildete noch im letzten Jahrhundert jährlich zwei Generationen mit Raupenzeiten von Juni bis Juli sowie von August bis September. Mittlerweile entwickelt die Art mindestens drei Generationen im Jahr, wobei die erste Raupengeneration schon im April auftritt. Die Raupen der ersten Generation minieren hauptsächlich auf der Blattunterseite. Im dritten Larvenstadium weisen sie einen unpigmentierten Nackenschild auf. Im Gegensatz dazu minieren die Raupen der zweiten und dritten Generation auf der Blattoberseite und weisen im dritten Larvenstadium einen dunklen Nackenschild auf. Die silbrig-weißen Minengänge bilden ein Zickzack-Muster. Die Raupen verlassen schließlich die Blattmine und spinnen am Blattrand ein Kokon, so dass sich das Blatt an dieser Stelle rollt, und verpuppen sich darin. Die Imagines der letzten Generation überwintern.

## Entwicklungsstadien und Blattminen

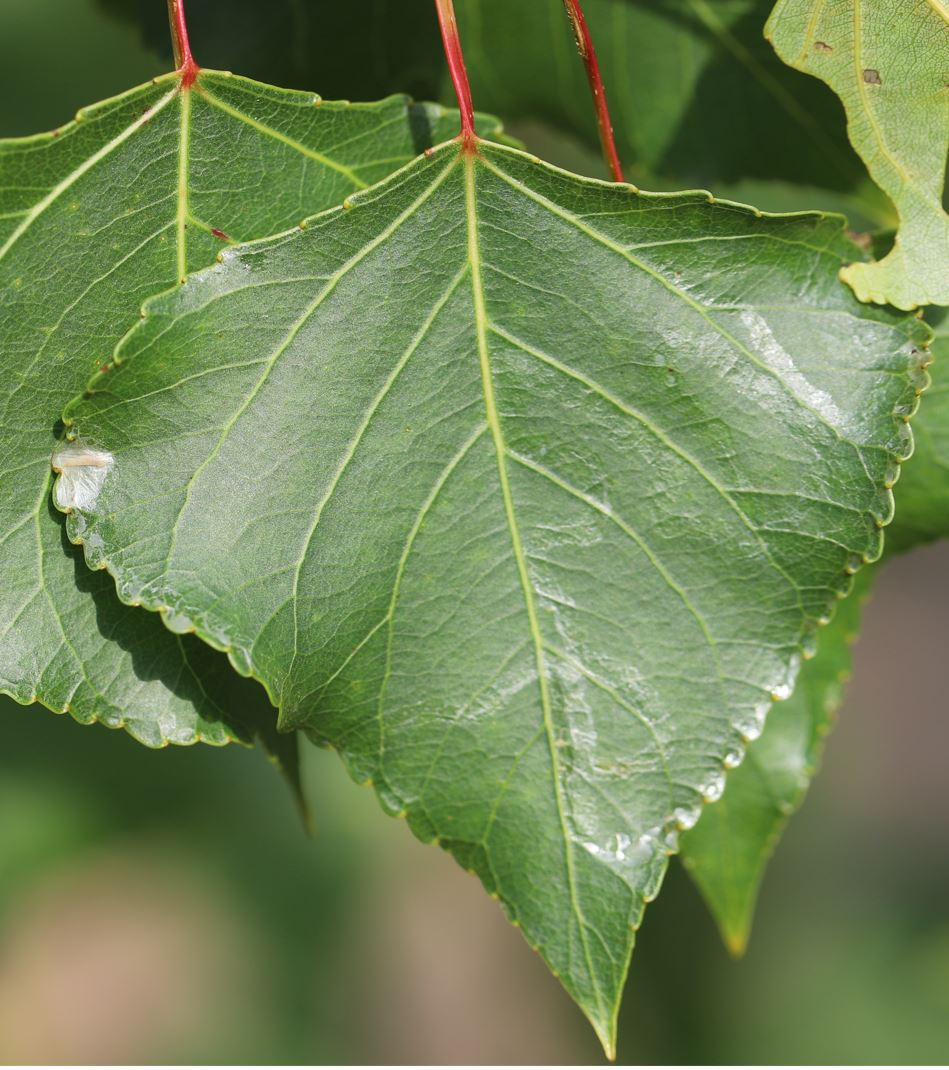
Pappelblatt mit Minengang, links im Bild die Raupe erkennbar
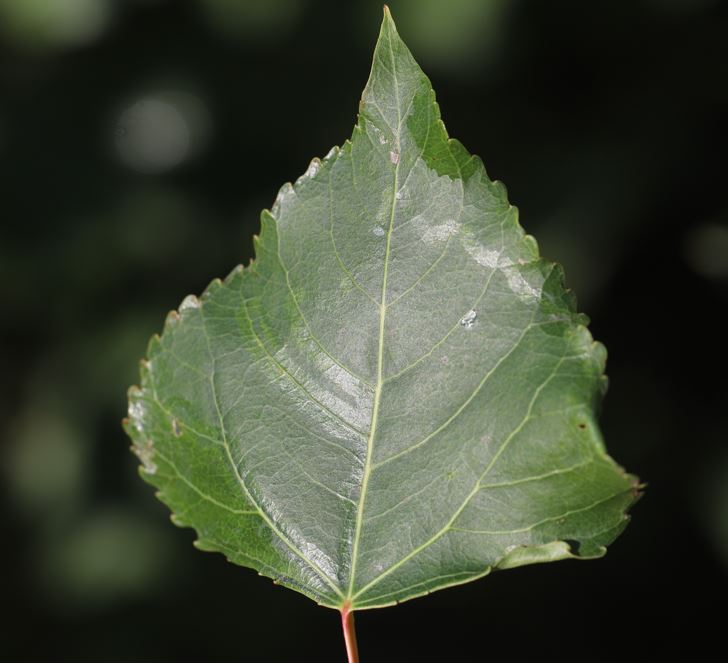
Minengang mit einer Blattfalte am Ende
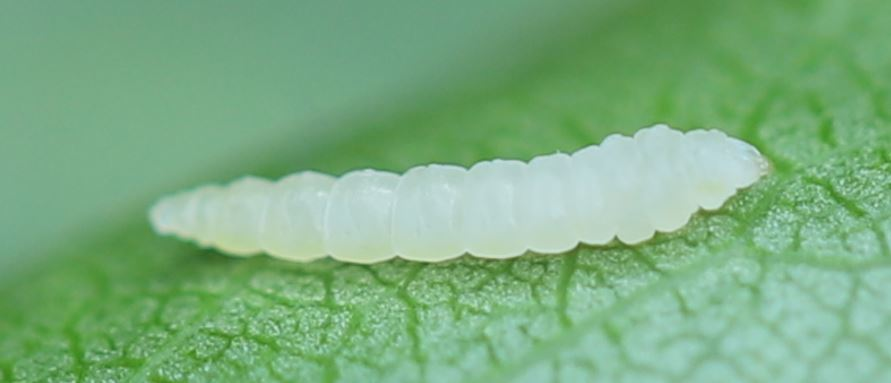
Raupe
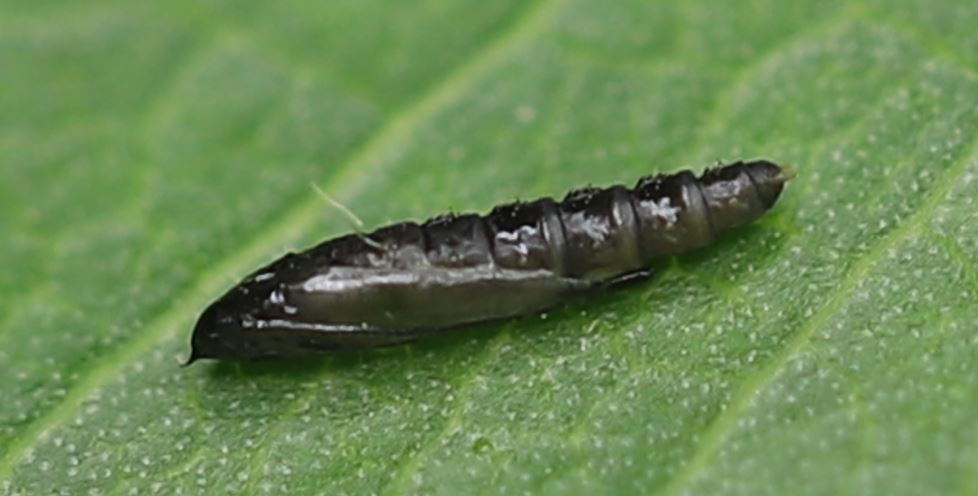
Puppe
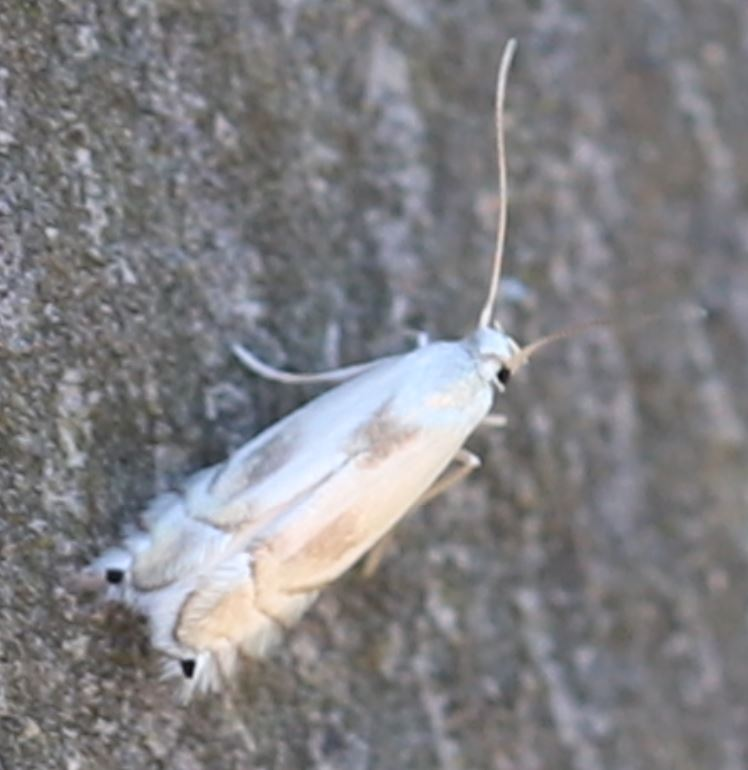
Dorsalansicht
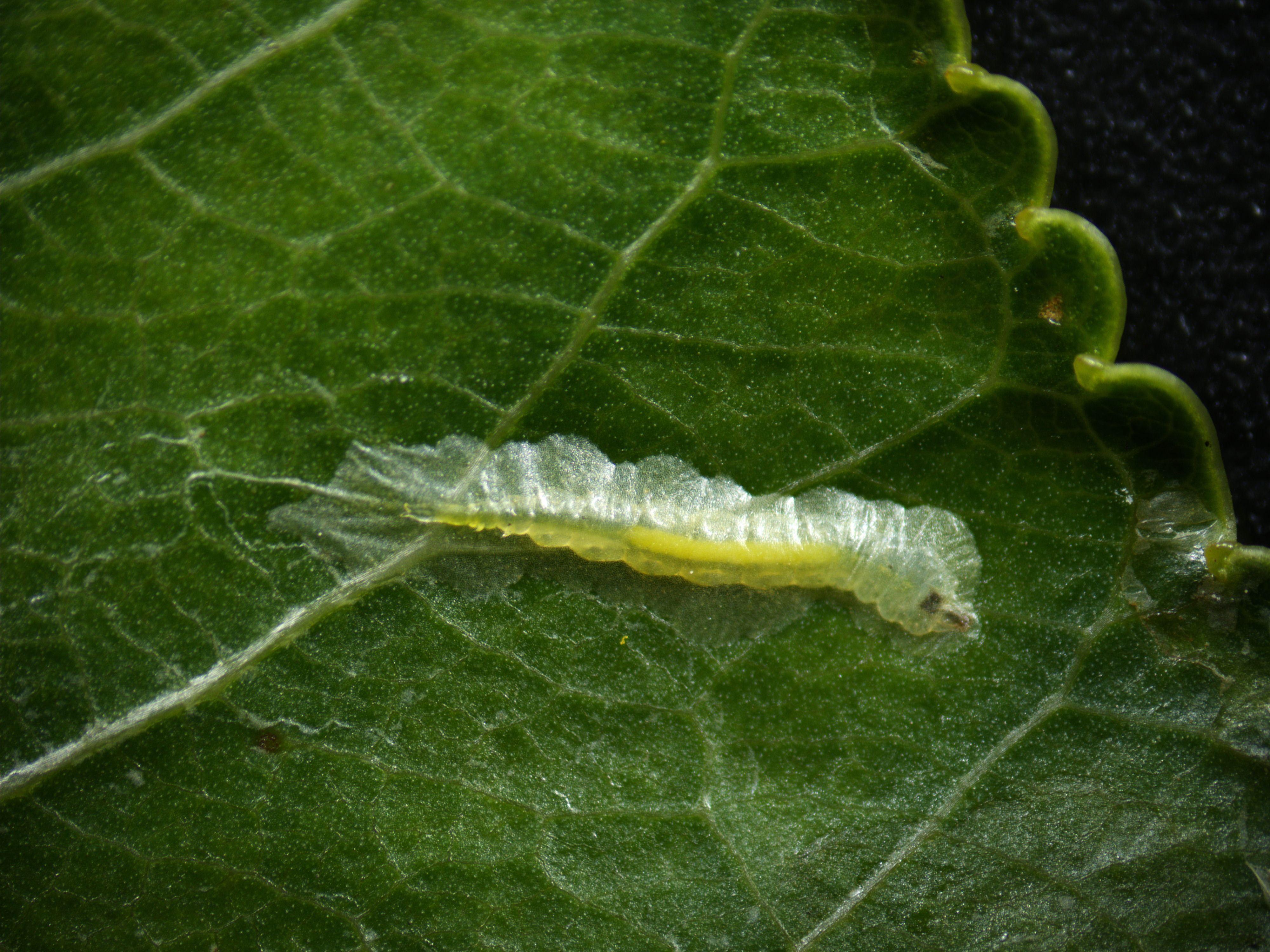
Raupe im Blatt

## Taxonomie
Die Art wurde von James Francis Stephens im Jahr 1834 als Argyromiges unipunctella erstbeschrieben.
In der Literatur finden sich folgende Synonyme:
- Opostega suffusella Zeller, 1847
- Phyllocnistis suffusella (Zeller, 1847)